# Resultados do Carnaval de Fortaleza em 2012
Resultados do Carnaval de Fortaleza em 2012.

## Escolas de samba
- 1º lugar: Unidos do Acaracuzinho - 89 pontos[1][2]
- 2º lugar: Mocidade Independente da Boa Vista - 79 pontos
- 3º lugar: Império Ideal - 74 pontos[3]
- 4º lugar: Colibri - 72 pontos[3]
- 5º lugar: Imperadores da Parquelândia -  71,5 pontos[3]
- 6º lugar: Tradição da Bela Vista - 68,5 pontos[3]
- 7º lugar: Corte do Samba - 64 pontos[3]
- 8º lugar: Girassol de Iracema -49 pontos[3]

## Maracatu
- 1º lugar: Rei de Paus (58 pontos);

- 2º lugar: Nação Fortaleza e Vozes da África (57,5 pontos);

- 4º lugar: AZ de Ouro (57 pontos)

## Blocos
- 1º lugar: Doido é tu (56 pontos);

- 2º lugar: Turma do Mamão (56 pontos);

- 3º lugar: Unidos da Vila (54 pontos);

## Cordões
- 1º lugar: Barão Folia (57 pontos);

- 2º lugar: Vampiro da Princesa (55 pontos);

## AFOXÉS
- Vencedor: Acabaca (56 pontos);